# Bohdan Andrzejewski
Bohdan Andrzejewski, né le 15 janvier 1942 à Kielce, est un escrimeur polonais, pratiquant l'épée.

## Palmarès

### Jeux olympiques d'été
- 1972 à Munich
  - 6e en épée par équipes
- 1968 à Mexico
  -  Médaille de bronze en épée par équipes
  - 17e en épée individuel
- 1964 à Barcelone
  - 5e en épée par équipes

### Championnats du monde
- Médaille d'or en individuel en 1969 à La Havane
- Médaille d'or par équipe en 1963 à Gdańsk

### Championnats de Pologne
- en 1968 et 1971:
  - 2  Champion de Pologne